# Josephine Cochrane

Josephine Cochrane

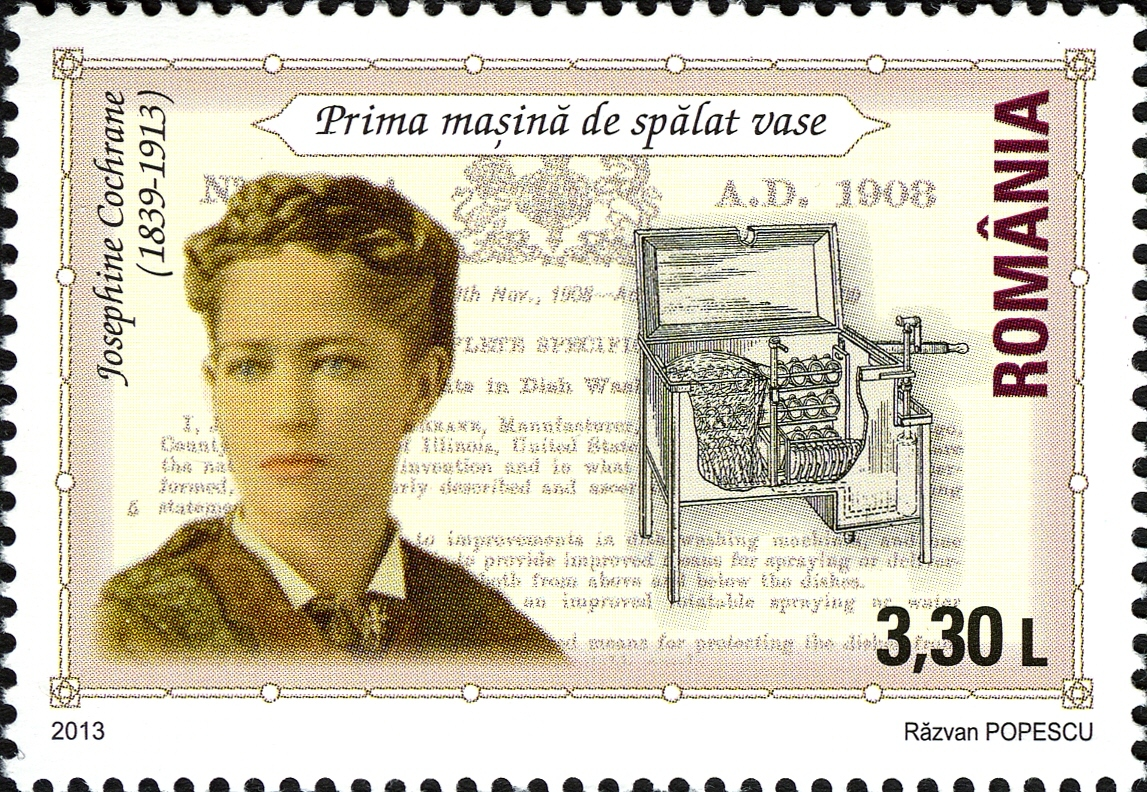
Briefmarke der Poșta Română zu Ehren Josephine Cochrane (2012)

Josephine M. (Garis) Cochrane (* 8. März 1839 in Ashtabula County, Ohio; † 3. August 1913 in Cook County, Illinois) aus Shelbyville (Illinois) gilt als Erfinderin der ersten brauchbaren Geschirrspülmaschine. 

## Biografie
Ihr Vater John Garis war Bauingenieur, ihr Urgroßvater war der Erfinder John Fitch. Am 13. Oktober 1858 heiratete sie den Gerichtsschreiber und Politiker William A. Cochran (1831–1883). Nach der Heirat europäisierte sie ihren Nachnamen, indem sie ihm ein -e hinzufügte. Im August 1913 verstarb Josephine Cochrane im Alter von 74 Jahren in Cook County, Illinois.

## Erfindung der Geschirrspülmaschine
Als wohlhabende Frau veranstaltete Cochrane regelmäßig Partys, ärgerte sich jedoch darüber, dass ihre Angestellten beim Abwaschen wertvolles Geschirr beschädigten oder zerbrachen. Das Geschirr selbst zu spülen, wurde ihr bald lästig und sie begann, ein Gerät für diese Aufgabe zu entwickeln. Nach dem Tod ihres Mannes beauftragte sie 1883 den Eisenbahnmechaniker George Buttler damit, ihre Entwürfe umzusetzen.
Die Maschine bestand aus einem wasserdichten Kupferkessel, in dem das Geschirr auf Drahtkörben aufgestellt wurde. Zunächst im Handbetrieb, später mit einem Motor, wurden die Körbe auf einem Laufrad bewegt, sodass sich die über Düsen einlaufende Seifenlauge gleichmäßig verteilte.
Am 28. Dezember 1886 wurde der Geschirrspüler auf ihren Namen patentiert. Das erste Patent auf eine Geschirrspülmaschine war bereits 1850 an Joel Houghton erteilt worden, doch sein Gerät hatte sich als kaum funktionsfähig erwiesen und daher keine Verbreitung gefunden.
Auf der Weltausstellung in Chicago 1893 bekam Josephine Cochrane den Preis für „die beste mechanische Konstruktion, Haltbarkeit und Zweckentsprechung“.
Ihre ersten Maschinen wurden bei einem Auftragsfertiger in Indiana gebaut, mit dem sie sich aber bald überwarf. Sie gründete die Firma Cochran’s Crescent Washing Machine Company, die später in Hobart aufging. Kunden waren zunächst Restaurants und Hotels. 1949 führte Hobart ein Modell für den Hausgebrauch ein.